# Val d'Esquierry

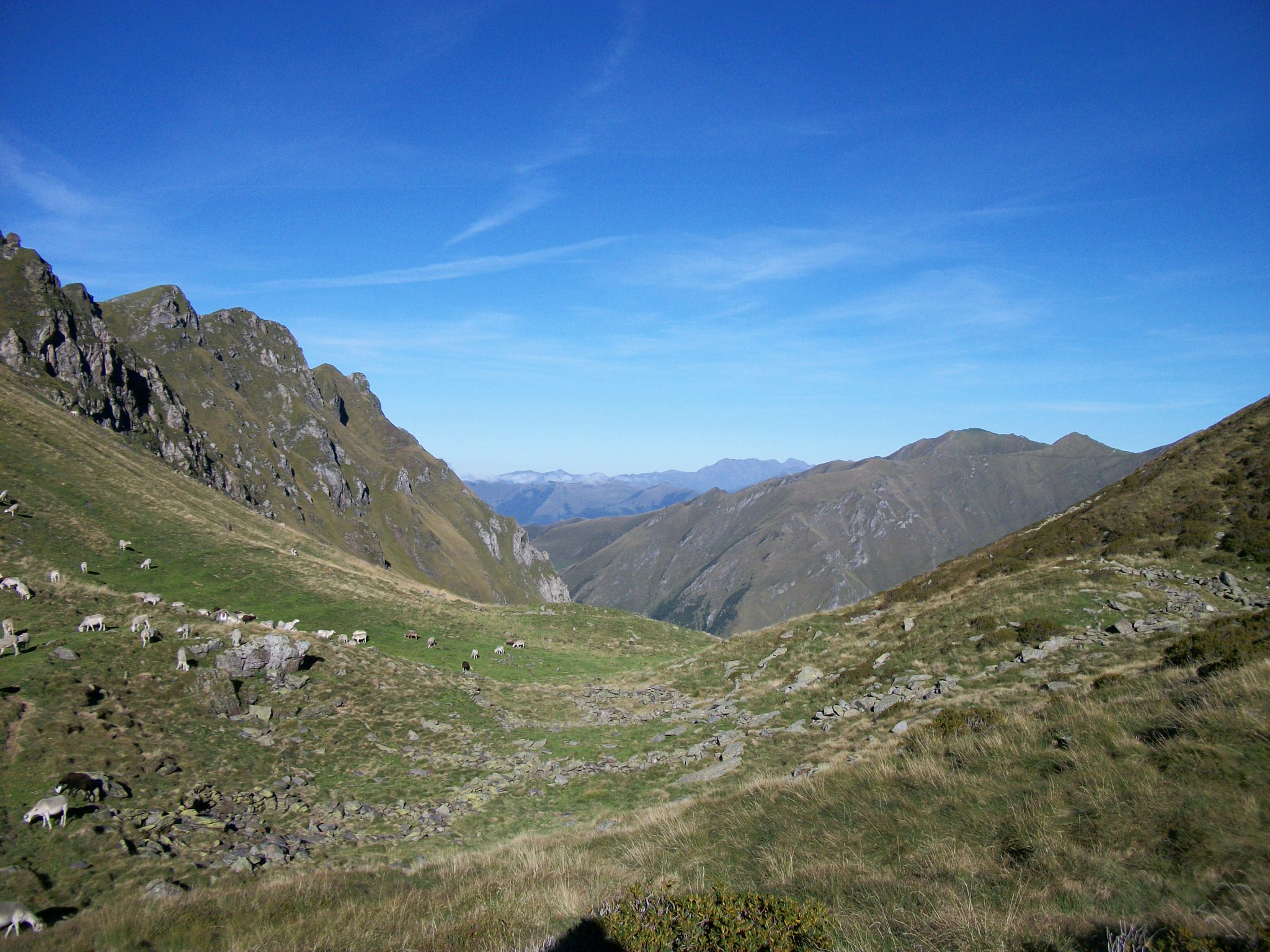
Val d'Esquierry vue depuis le Pas de Courret d'Esquierry 2131 m

Le Val d'Esquierry est situé sur la commune d'Oô dans la Haute-Garonne en région Occitanie.

## Description
Le Val d'Esquierry mesure environ 6 km de long et 2 km de large, il est surnommé « le jardin botanique des Pyrénées » grâce à ses nombreuses variétés de plantes et fleurs sauvages,,,.
Des randonnées botaniques y sont organisées par l'association Nature en Occitanie.
Le Val d'Esquierry est aussi connu pour être le territoire des marmottes,,.
Le ruisseau d'Esquierry est un affluent rive gauche de la Neste d'Oô.

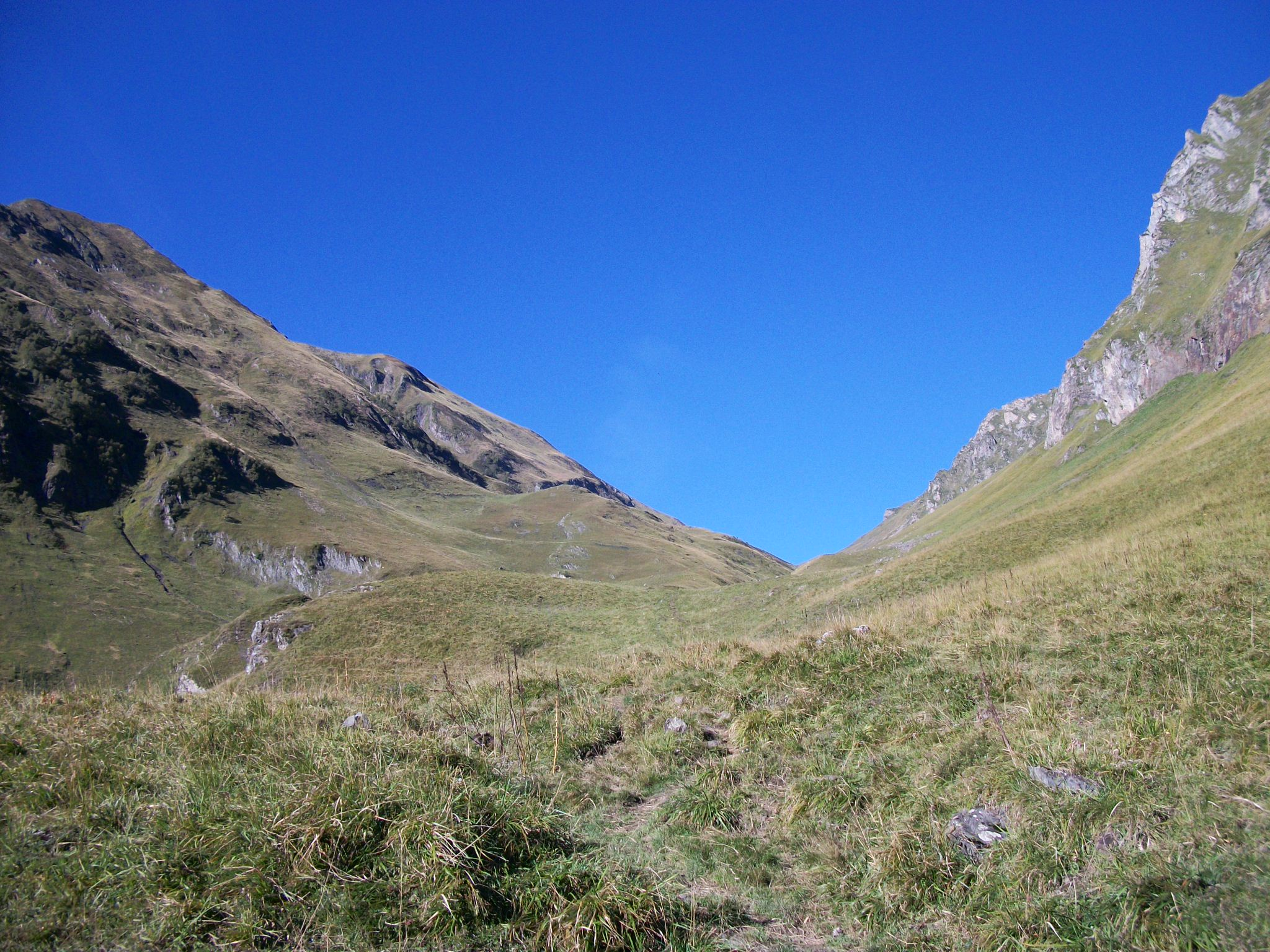
Val d'Esquierry en montant vers le Pas de Courret d'Esquierry
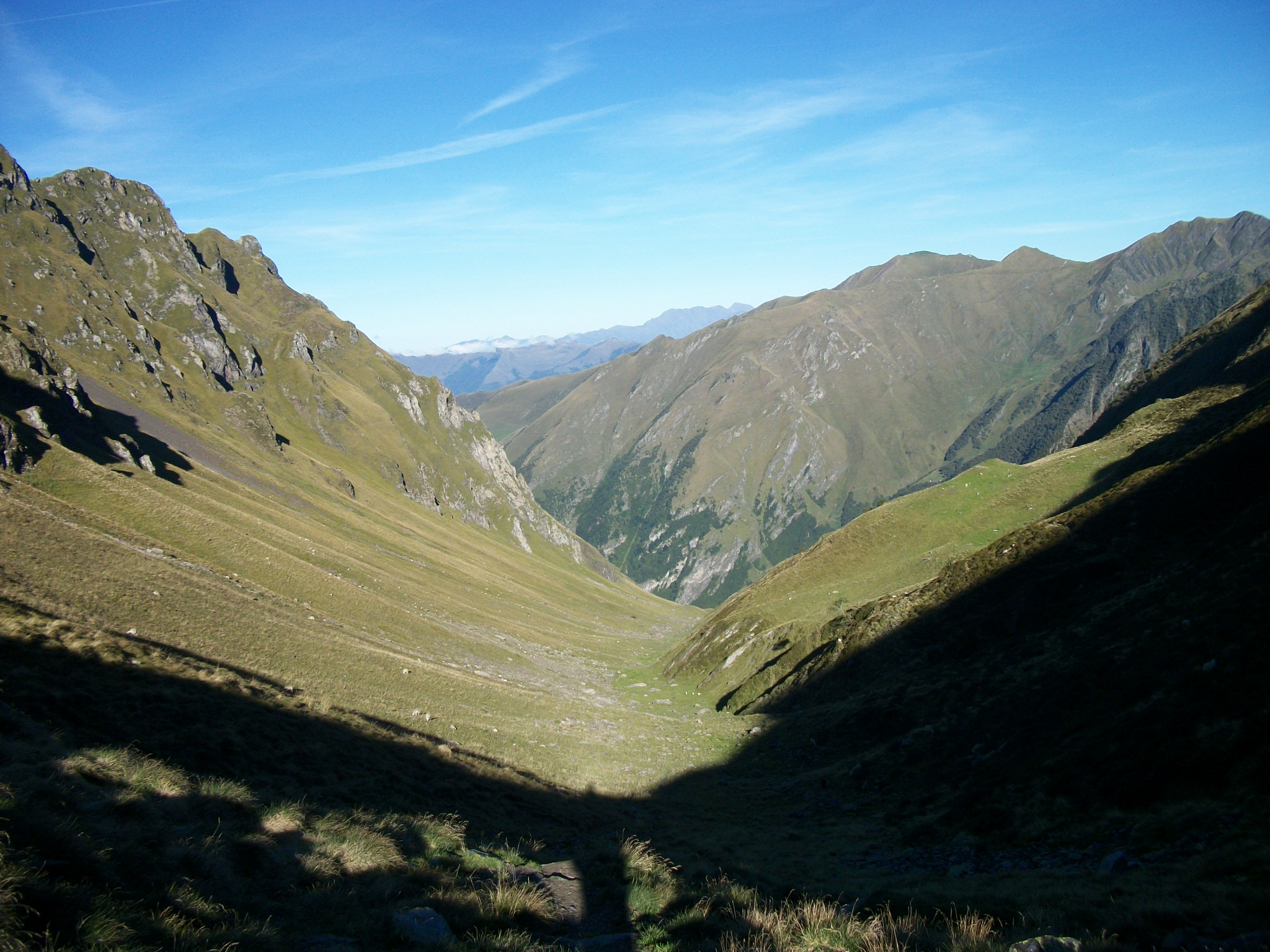
Val d'Esquierry
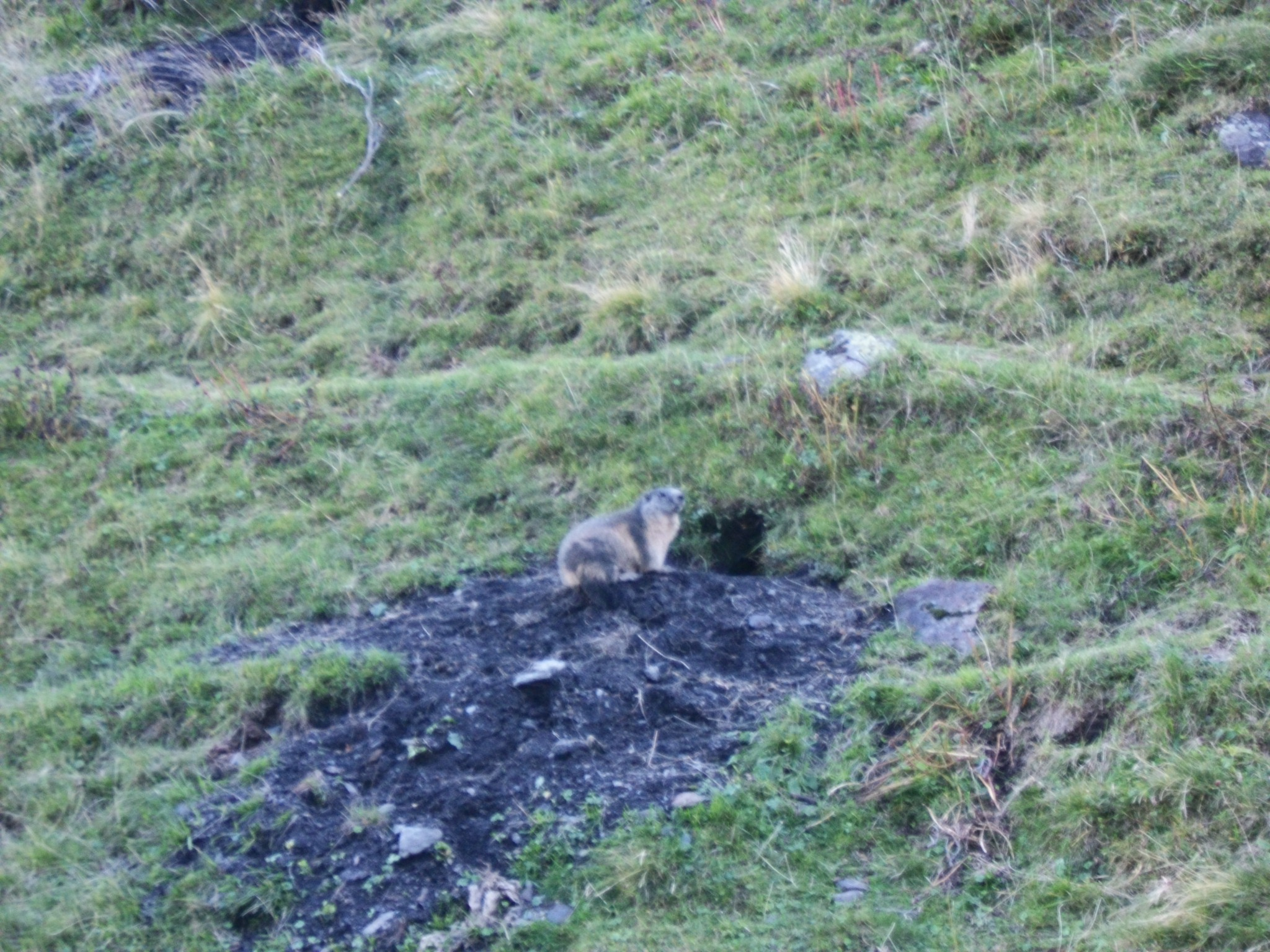
Une marmotte dans le Val d'Esquierry
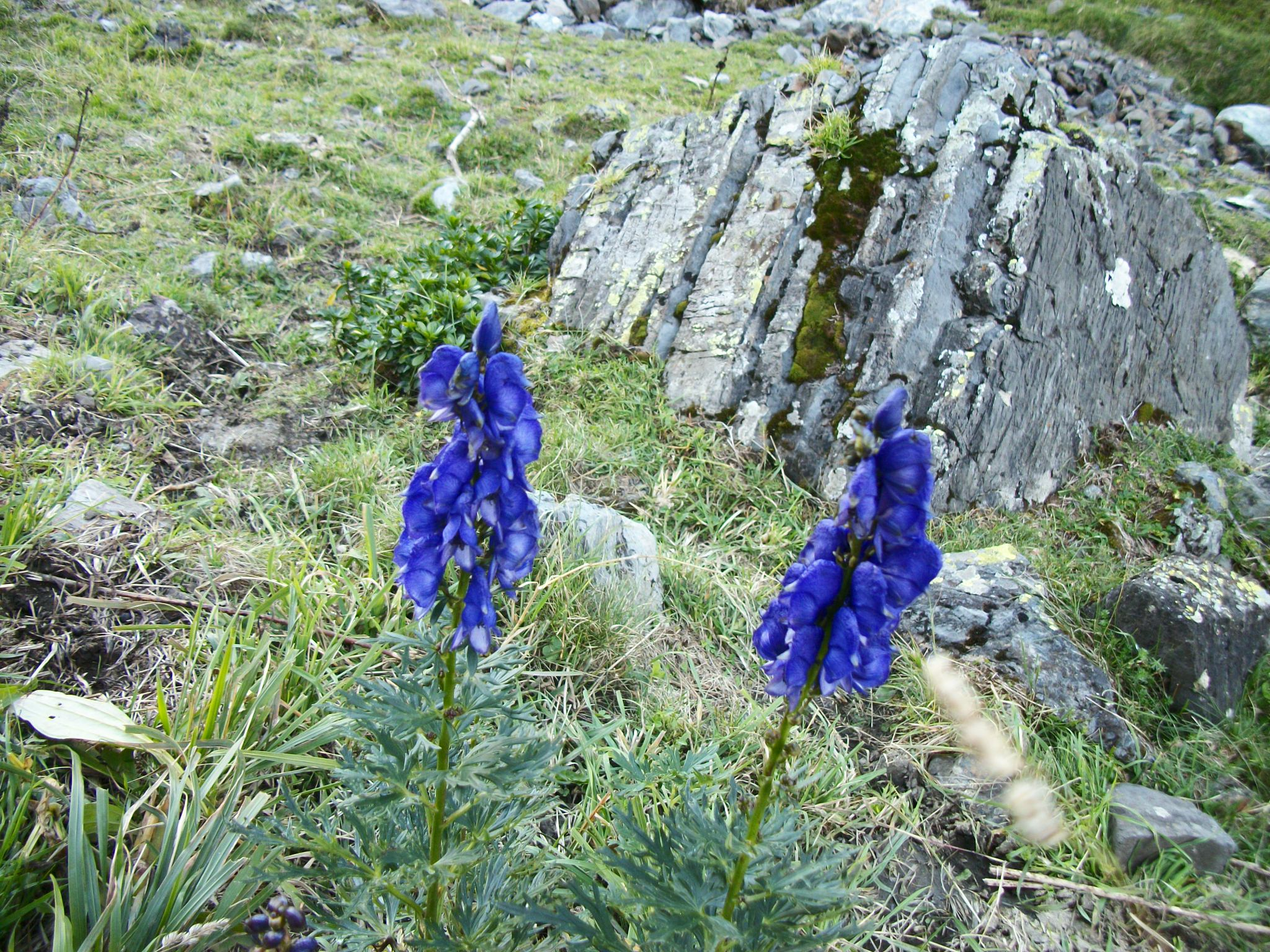
Aconit bleu

## Randonnée
Le Val d'Esquierry est accessible depuis les Granges d'Astau ou aux départs des villages de Loudenvielle ou de Germ.

## Protection environnementale
Le Val d'Esquierry est situé sur la zone Natura 2000 de la Haute vallée d'Oô et classé en zone spéciale de conservation (en référence à la Directive habitats) depuis 2007 sur une superficie de 3 407 hectares.